# Aizecourt-le-Haut
Aizecourt-le-Haut – miejscowość i gmina we Francji, w regionie Hauts-de-France, w departamencie Somma.
Według danych na rok 2011 gminę zamieszkiwało 77 osób, a gęstość zaludnienia wynosiła 21 osób/km² (wśród 2293 gmin Pikardii Aizecourt-le-Haut plasuje się na 917. miejscu pod względem liczby ludności, natomiast pod względem powierzchni na miejscu 1000.).